# Робертсон, Сэди
Сэ́ди Кэ́рроуэй Ро́бертсон Ха́фф (англ. Sadie Carroway Robertson Huff; род. 11 июня 1997, Уэст-Монро, Луизиана) — американская актриса и писательница, автор книг о христианских ценностях.

## Биография

### Происхождение
Сэди Робертсон родилась 11 июня 1997 года в городе Монро, штат Луизиана. Её родители Уилли Робертсон (род. 1972), генеральный директор компании Duck Commander и Кори Робертсон (род. 1973), актриса и бизнесвумен. У Сэди также есть три брата Джон, Уилл и Руди, а также две сестры Белла и Ребекка.

### Карьера актрисы
Её первым фильмом стала христианская драма «Бог не умер 2», который вышел весной 2016 года. Фильм стал продолжением первой части фильма «Бог не умер», который стал одним из самых успешных фильмов о христианской вере. Перед выходом фильма Робертсон в своём аккаунте в социальной сети Instagram отзывалась об этом: «Для меня большая честь, что стала частью этого движения «Бог не умер». Это ободрит и вдохновит всех людей».
В октябре 2016 года вышел фильм «Мне не стыдно», который рассказывал о школьнице Рэйчел Скотт, погибшей 20 апреля 1999 года во время массового убийства в школе «Колумбайн». В этом фильме Сэди Робертсон сыграла кузину Рейчел Чарити, которая помогает главной героине стать убеждённой христианкой. После выхода фильма Робертсон отметила, что «историю Рейчел Скотт нужно услышать» и «сосредоточиться на той жизни, что у нас есть».
В мае 2021 года Робертсон подписала контракт с Брэдом Кревоем на экранизацию своей книги «Жизнь только что стала реальной», при этом она стала одним из продюсеров. Сериал будет рассказывать о жизни двух девушек-старшеклассниц из разных семей.

### Личная жизнь
25 ноября 2019 года Сэди Робертсон вышла замуж за Кристиана Хаффа, на свадебной церемонии присутствовало более 600 гостей.
11 мая 2021 года у супругов родилась дочь Хани.
22 мая 2023 года Робертсон и Хафф стали родителями во второй раз, у них родилась дочь Хавен.

## Фильмография
| Год  |   | Русское название          | Оригинальное название | Роль             |
| ---- | - | ------------------------- | --------------------- | ---------------- |
| 2016 | ф | Бог не умер 2             | God's Not Dead 2      | Марлен / Marlene |
| 2016 | ф | Мне не стыдно             | I'm Not Ashamed       | Чарити / Charity |
| 2017 | ф | Прошлое, прошлое          | Past the Past         | Сэди / Sadie     |
| 2017 | ф | Солнце, песок и романтика | Sun, Sand, & Romance  | Хлоя / Chloe     |